# Gil Vicente F.C.
Gil Vicente Futebol Clube er en portugisisk fodboldklub fra byen Barcelos. Klubben spiller i den bedste portugisiske liga, og har hjemmebane på Estádio Cidade de Barcelos. Klubben blev grundlagt i 1924.

## Historiske slutplaceringer
| Sæson   | Niveau | Liga          | Placering | Kilde(r) |
| ------- | ------ | ------------- | --------- | -------- |
| 2019–20 | 1.     | Primeira Liga | 10.       | [ 1 ]    |
| 2020–21 | 1.     | Primeira Liga | 11.       | [ 2 ]    |
| 2021–22 | 1.     | Primeira Liga | 5.        | [ 3 ]    |
| 2022–23 | 1.     | Primeira Liga | 13.       |          |
| 2023–24 | 1.     | Primeira Liga | 12.       | [ 4 ]    |

## Kendte spillere
- Hugo Viana
- Armando Teixeira
- Jorge Ribeiro